# Academia Internacional de Cerámica

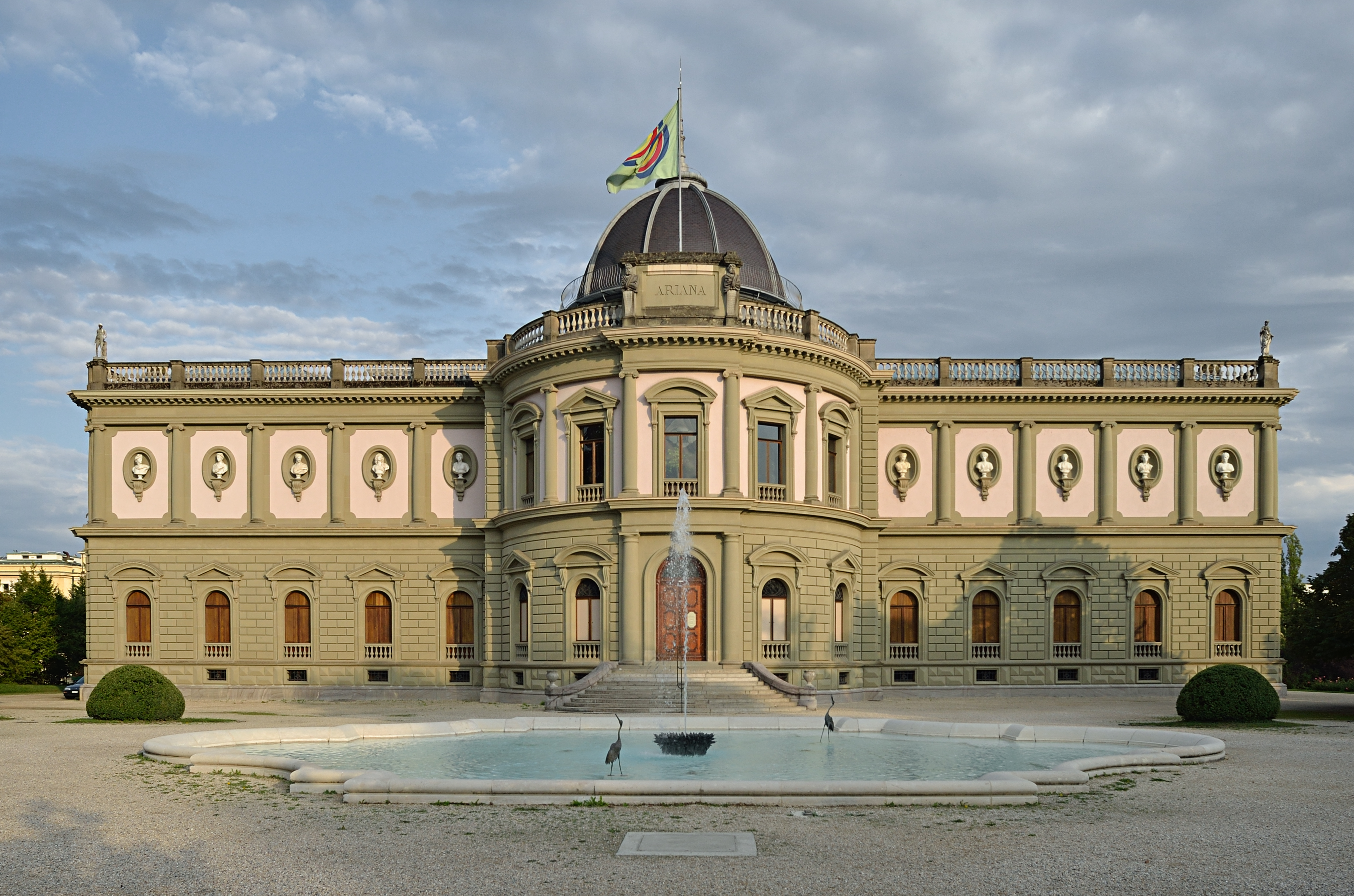
Sede de la Academia Internacional del Cerámica, en el Museo Ariana, Ginebra (Suiza).

La Academia Internacional de Cerámica (AIC) es una asociación creada en 1958 para representar los intereses de los ceramistas de todo el mundo. Vinculada a la UNESCO, originalmente con carácter consultivo, en 2001 pasó a ser socio oficial de su sector cultural. Tiene su sede oficial, en el marco del Museo Ariana (Musée suisse de la céramique et du verre), en Ginebra (Suiza).
Proyectada en 1953 por Henry J. Reynaud, director del Museo suizo de la cerámica y el vidrio (y presidente de la AIC hasta su muerte en 1964), la Academia convoca anualmente un congreso en su Asamblea General y reúne tanto a representantes de los museos nacionales como a organizaciones culturales y en calidad de asesores a alfareros, artistas, diseñadores, escritores, coleccionistas, galeristas, restauradores y comisarios artísticos.
Dirigida por una Junta compuesta por catorce miembros de trece diferentes países, en 2016 contaba con más de 600 miembros de 55 países.